# Łaźniew-Majątek
Łaźniew-Majątek – wieś w Polsce, w województwie mazowieckim, w powiecie warszawski zachodnim, w gminie Błonie.
Do 31 grudnia 2023 miejscowość była częścią wsi Łaźniew.